# Seondeok
Seondeok (善德; * vor 632; † 647) war als 27. Monarch von Silla das erste weibliche Staatsoberhaupt in der Geschichte Koreas.

## Biografie
Seondeoks Geburtsname war Kim Deok-man. Als sie im Jahr 632 die Nachfolge ihres verstorbenen Vaters König Jinpyeong angetreten hatte, herrschte sie unter dem Namen Seondeogyeowang‚ Königin Seondeok‘.
Seondeok verband die Familien des Generals der Armee Sillas Kim Yushin und des späteren Königs Muyeol durch Heirat miteinander. Diese beiden Männer leisteten später einen wichtigen Beitrag bei der Vereinigung der Drei Reiche von Korea. Als das Reich Baekje in Silla einfiel, schloss Seondeok eine Allianz mit Goguryeo. Nachdem Goguryeo später ebenfalls Krieg mit Silla geführt hatte, trieb Seondeok freundliche Beziehungen mit der chinesischen Tang-Dynastie an, indem sie königliche Botschafter und Studenten dorthin schickte. Kaiser Tang Taizong begann darauf einen Feldzug gegen Goguryeo, um Silla zu unterstützen. Diese multilaterale Diplomatie half Silla, Hegemonie über die koreanische Halbinsel zu erlangen und gleichzeitig die Unabhängigkeit von der Tang-Dynastie zu bewahren.
Seondeok führte während ihrer Herrschaft den Konfuzianismus und eine Rechtsordnung in ihrem Land ein.
Zudem ließ sie mehrere Gebäude bauen, die bis heute erhalten sind. Dazu zählen das im Jahr 633 errichtete Observatorium Cheomseongdae, der Bunhwangsa-Tempel in Gyeongju und die ebenfalls in Gyeongju gelegene Hwangnyongsa-Pagode, die im Jahr 645 errichtet wurde.
Im Jahr 647 versuchten die Hwabaek, ein aus Aristokraten bestandener Rat, Seondeok zu stürzen, da sie die wachsende Macht des königlichen Throns fürchteten. Diese Rebellion wurde durch eine von General Kim Yushin angeführte Gruppe von Royalisten niedergeschlagen. Seondeok starb noch im selben Jahr. Ihr Grab befindet sich am Namsan-Berg.